# Globo de la Paz

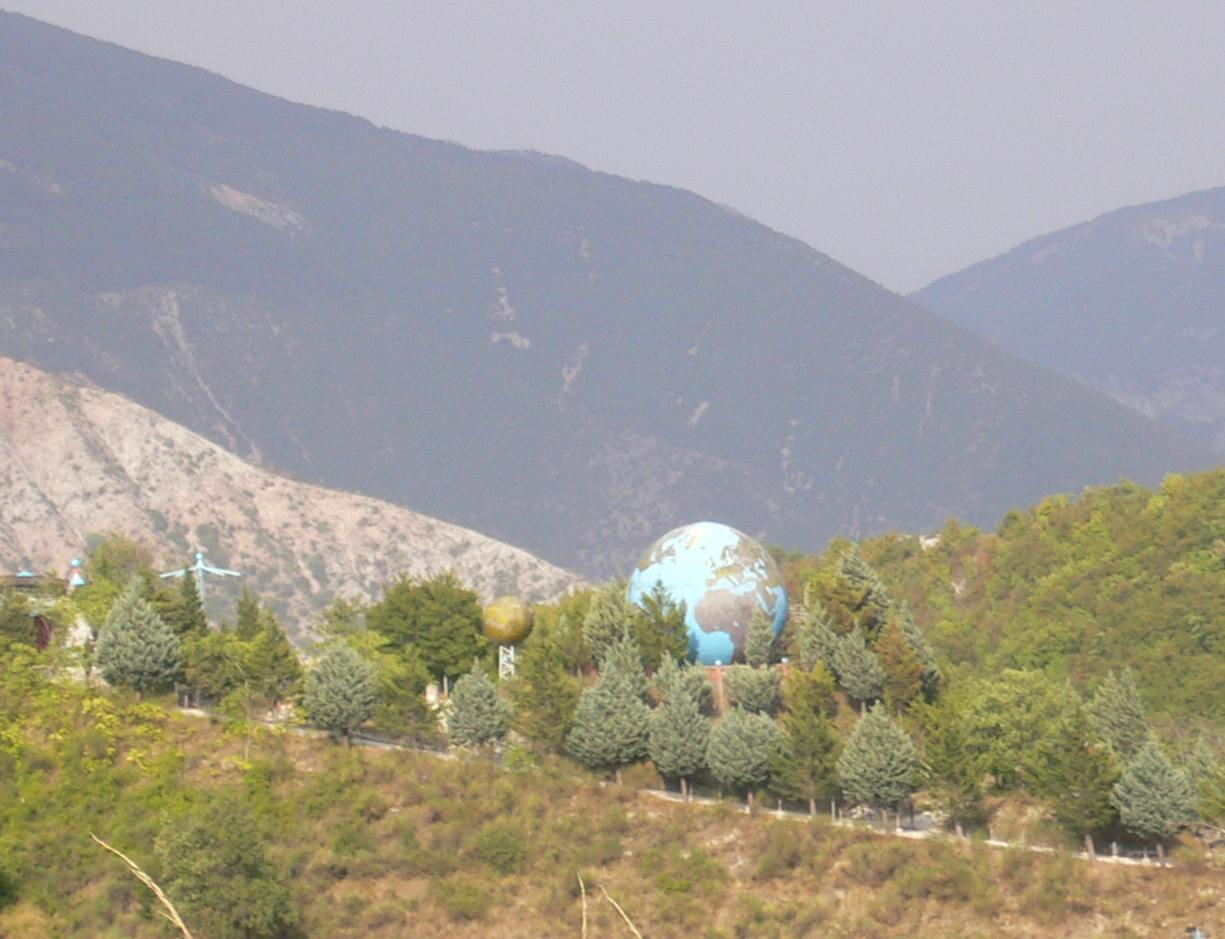
El Globo Terráqueo de La Paz (Italia)

El Globo de la Paz (Mappamondo della Pace en italiano) es un globo terráqueo de gran tamaño, ubicado en Apecchio, Pésaro, Italia. Completado en la primavera de 1988, fue el poseedor del récord del Libro Guinness de los récords del globo terráqueo giratorio más grande del mundo hasta 1999, cuando fue sucedido por el Eartha.

## Características
Fue construido en un período de seis años por Orfeo Bartolucci con el objetivo declarado de difundir un mensaje de paz y libertad a todas las personas. Mide 10 metros de diámetro y pesa 17.000 kg. Según se informa, en su construcción se usaron 2,5 toneladas de argamasa, 30 metros cúbicos de madera y una tonelada de fijaciones metálicas. El globo está ubicado al aire libre y tiene una protección de plástico reforzado con vidrio. Puede albergar aproximadamente 600 personas e internamente contiene tablas descriptivas que enumeran todos los países del mundo y sus banderas.
Bartolucci, anteriormente un albañil y más tarde un contratista de obras, informa que tuvo la inspiración para construir su globo durante una visita al Palacio Ducal de Venecia durante la década de 1970. El palacio contenía, entre otras exhibiciones, un globo de 2 metros de diámetro, y Bartolucci se interesó en construir uno más grande. Al preguntar sobre el asunto, en la editorial Mondadori de Verona se le comunicó que el Libro Guinness de los Récords Mundiales informaba sobre un globo de 8 metros de diámetro en el Babson College en Massachusetts; queriendo batir el récord, Bartolucci decidió construir un globo de 10 metros de diámetro.
Solicitó información sobre el globo de Babson, y descubrió que tenía problemas con la resistencia a la intemperie que lo habían llevado a deteriorarse con el paso del tiempo, y que los métodos utilizados para su construcción costarían a Bartolucci unos 500 millones de liras. Esta información influyó en sus decisiones de diseño. Durante seis años, Bartolucci trabajó desde las 5 de la madrugada hasta el anochecer, usando los ingresos procedentes de su pensión y sus ahorros acumulados, pero sin pedir prestado ningún fondo.
La ceremonia de inauguración del globo atrajo a un representante oficial del estado y una audiencia de unas siete mil personas.
Bartolucci también construyó varios otros artefactos interesantes, incluido un globo de 5 mm de diámetro.